# Smaragd di Caloccia
Smaragd di Caloccia (... – luglio 1265) è stato un arcivescovo cattolico ungherese.

## Biografia
Smaragd III discendeva dalla famiglia degli Smaragd (o Smaragdus). Secondo le Gesta Hunnorum et Hungarorum di Simone di Kéza, la discendenza ebbe origine da una linea dei «conti di Champagne» della Francia, una narrazione questa riferita anche nella Chronica Picta. La famiglia fondò la chiesa del monastero premostratense di Zsámbék. Suo padre era Smaragd II, giudice reale dal 1205 al 1206 e voivoda della Transilvania nel 1206 sotto Andrea II d'Ungheria. Smaragd aveva due fratelli, Aynard e Gilét, entrambi funzionari della regina Maria Lascaris di Nicea, e progenitori delle famiglie nobili degli Ajnárdfi e dei Gilétfi (Zsámboki), che fiorirono fino al XV secolo.
La quasi contemporanea Steirische Reimchronik descrive Smaragd slla stregua di un «chierico di origini elitarie e un illustre dottore in diritto canonico». Nel 1244 fu nominato prevosto del capitolo collegiale di Hánta (oggi un quartiere di Kisbér), che si trovava nel territorio della diocesi di Vesprimia ed era uno dei locus credibilis d'Ungheria. Nel 1253, Smaragd fu elevato alla dignità di prevosto di Presburgo (odierna Bratislava). In quell'anno, papa Innocenzo IV gli permise di fare domanda per un'altra dignità ecclesiastica se rinunciava a uno dei suoi uffici. Nel 1254 re Béla IV d'Ungheria lo inviò a Roma per rappresentare la famiglia reale e firmare un contratto di matrimonio tra il figlio minore di Béla IV, Béla, e una nipote del pontefice. Tuttavia, il matrimonio non ebbe mai luogo, in quanto il pontefice spirò il 7 dicembre 1254 e le trattative si interruppero.
Dopo che Tamás Hahót fu nominato arcivescovo di Caloccia, Smaragd gli succedette negli incarichi di vice-cancelliere della corte reale e di prevosto di Fehérvár dal 1254 al 1258. Nel settembre del 1256, papa Alessandro IV lo confermò in quella carica. Mentre fu arcivescovo, egli inaugurò la prassi secondo cui il titolare dell'incarico di vice-cancelliere (in quanto amministratore effettivo della cancelleria), e non il suo superiore, il cancelliere, dovesse apparire come mittente dei diplomi. Numerosi atti, emessi da Smaragd, vennero erroneamente datati (entro un intervallo di tempo tra il 1236 e il 1262) a causa di errori di traduzione.

### Arcivescovo di Caloccia
Morto Tamás Hahót alla fine del 1256, Smaragd gli subentrò a seguito di un processo elettivo suo nella prima metà del 1257. Viene menzionato in qualità di arcivescovo di Caloccia il 30 maggio 1257. La sua elezione fu confermata da papa Alessandro IV solo due anni dopo, nel 1259. A quel tempo, il rapporto tra Béla IV e il suo figlio maggiore, il duca Stefano, si era deteriorato. Smaragd fece grandi sforzi per evitare una sanguinosa guerra civile nel paese. Sebbene nell'autunno del 1262 si verificarono alcuni scontri tra le truppe della corona e le forze di Stefano, fu evitata una guerra civile permanente attraverso la mediazione dei due arcivescovi del regno, Fülöp Türje di Strigonio e Smaragd di Caloccia che persuasero Béla e suo figlio a raggiungere un compromesso. Ai sensi della pace di Presburgo, che fu conclusa nell'autunno del 1262, i due si divisero il paese lungo il Danubio: le terre a ovest del fiume rimasero sotto il dominio diretto di Béla e il governo dei territori orientali fu assunto da Stefano, che adottò il titolo di re minore. Negli anni successivi, Smaragd divenne un sostenitore del duca Stefano a causa di considerazioni territoriali (l'arcidiocesi di Caloccia ricadeva sotto l'autorità di Stefano). Secondo documenti coevi, Smaragd fu cancelliere della corte del re minore (rex iunior) tra il 1262 e il 1264 sicuramente (ma presumibilmente mantenne la dignità fino alla sua morte), un incarico equivalente in termini di prestigio a quello di Türje nella corte reale di Béla IV. Intorno al maggio del 1264, su incarico del duca Stefano, Smaragd funse da mediatore in una controversia inerente l'autorità giudiziaria del duca nella sua area.

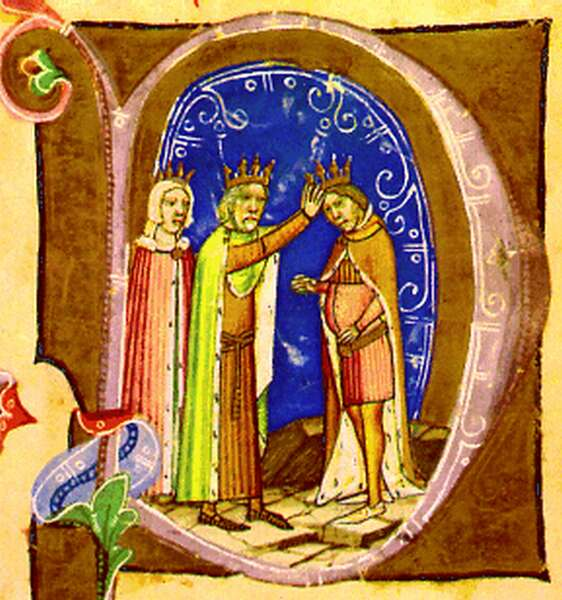
Stefano V viene incoronato da suo padre, Béla IV in una miniatura tratta dalla Chronica Picta

Smaragd esercitò anche i suoi diritti di metropolita; quando Olivér, vescovo di Sirmio, ipotizzò nel 1262 di lasciare il suo incarico e di entrare nell'Ordine francescano a causa di una grave malattia, mandò i suoi due canonici nella Curia romana per chiedere a papa Urbano IV di acconsentire alle sue dimissioni. Nel dicembre del 1262, il pontefice scrisse una lettera a Smaragd e gli chiese di indagare sulle circostanze e, qualora lo ritenesse opportuno, di accettare le dimissioni del vescovo, di assolverlo dall'obbligo di governare la diocesi e consentirgli di unirsi ai frati francescani. Malgrado avessero avuto luogo delle precedenti iniziative fallimentari, Ponsa, vescovo di Bosnia, nel 1264 chiese nuovamente alla Santa Sede di porre il suo vescovato sotto la giurisdizione dell'arcidiocesi di Caloccia anziché della diocesi di Ragusa. Ponsa sostenne che Smaragd e i suoi predecessori erano impegnati a combattere «con grande sacrificio e sforzi» contro la Chiesa bosniaca, che era considerata eretica dalla Chiesa cattolica romana. Tuttavia, la sostituzione ufficiale non avvenne fino all'inizio del XIV secolo. Quando papa Urbano cominciò a coltivare l'idea di ripristinare l'Impero latino di Costantinopoli e a cavallo tra il 1263 e il 1264 avviò il reclutamento di soldati, un tentativo che si rivelò fallimentare, chiese anche all'arcidiocesi di Caloccia di contribuire al finanziamento della crociata, ma Smaragd presentò una petizione alla Curia romana per essere esentato dal pagamento, citando le continue incursioni dei predoni mongoli ai confini della sua circoscrizione. L'arcivescovo riferì poi che la sua diocesi non si era ancora ripresa dall'invasione mongola su vasta scala avvenuta due decenni prima. Smaragd fu coinvolto in una controversia ecclesiastica nel 1263. Su ordine di Urbano, nominò Ireneo, canonico di Győr come prevosto di Sopron, ma il vescovo Amadé Pok impedì al suo subordinato di prendere possesso del beneficio. Di conseguenza, Smaragd scomunicò Pok che quindi intentò una causa contro il suo superiore. Il papa incaricò il cardinale ungherese István Báncsa di indagare sulla disputa.
La tregua del 1262 tra padre e figlio non poté impedire lo scoppio della guerra civile. Dopo che nel marzo del 1265 Stefano sconfisse l'esercito di suo padre nella decisiva battaglia di Isaszeg, i due arcivescovi - Fülöp Türje e Smaragd - condussero nuove trattative tra Béla e suo figlio. Smaragd morì prima della sua ratifica; il loro accordo fu firmato il 23 marzo 1266 nel monastero domenicano della Beata Vergine sull'isola delle lepri. Il nuovo trattato confermò la divisione del paese lungo il Danubio. Sempre nell'estate del 1265, Béla IV incaricò Türje e Smaragd di mettere in guardia i cumani battezzati - che combatterono dalla parte di Stefano nella guerra - di essergli fedeli altrimenti li avrebbe espulsi dal regno. Contemporaneamente, nel giugno 1265, papa Clemente IV autorizzò i due arcivescovi a guidare le truppe contro i mongoli e altri pagani. Nello stesso periodo, il papa affidò a Smaragd anche la gestione dei possedimenti della diocesi di Zagabria su richiesta del suo vescovo, Timotej.
Tuttavia, la Steirische Reimchronik testimonia che Smaragd fu assassinato da alcuni suoi servitori alcune settimane dopo, nel luglio del 1265. Lo storico ecclesiastico József Udvardy ha affermato invece che l'evento accadde dodici mesi più avanti, nel luglio del 1266, ma è certo che la sede era vacante all'inizio del 1266. Gli succedettero prima Benedetto III, che resse l'arcidiocesi per un periodo brevissimo, e quindi István II Báncsa (nipote del cardinale István Báncsa) nel febbraio del 1266. Le motivazioni dietro l'omicidio di Smaragd rimasero oscure, anche se la possibilità di un omicidio politico è ampiamente esclusa.